# 斫答
斫答，金朝末年起兵反金投靠蒙古统帅，契丹族。
金宣宗时，斫答仕役乣军。贞祐二年（1214年），蒙古大军南下，五月，金宣宗逃离中都（今北京市），军心动摇。驻扎在中都南涿州、良乡一带以契丹为主的乣军杀死金将，推斫答为帅，攻中都，在芦沟桥大败金兵，获得金朝官军很多甲杖，声势大振。为求后援，斫答、辽东耶律留哥和蒙古军联系。成吉思汗派三模合、石抹明安等人与他会合，围攻中都。1215年破中都。